# Saint-Martin-d'Ardèche
Saint-Martin-d'Ardèche is een gemeente in het Franse departement Ardèche (regio Auvergne-Rhône-Alpes) en telt 886 inwoners (2009). De plaats maakt deel uit van het arrondissement Privas.
Op deze plaats eindigt ook de 32 km lange Gorges de l'Ardèche.
In 1938 vestigden de schilder Max Ernst en Leonora Carrington zich in de wijk Allibets in Saint-Martin-d'Ardèche. Toen de Tweede Wereldoorlog uitbrak werden beiden in september 1939 opgepakt als 'ongewenste vreemdelingen'. Het huis dat zij bewoonden is er nog steeds en is versierd met reliëfs (zie afbeelding).

## Geografie
De oppervlakte van Saint-Martin-d'Ardèche bedraagt 5,5 km², de bevolkingsdichtheid is 142,5 inwoners per km².

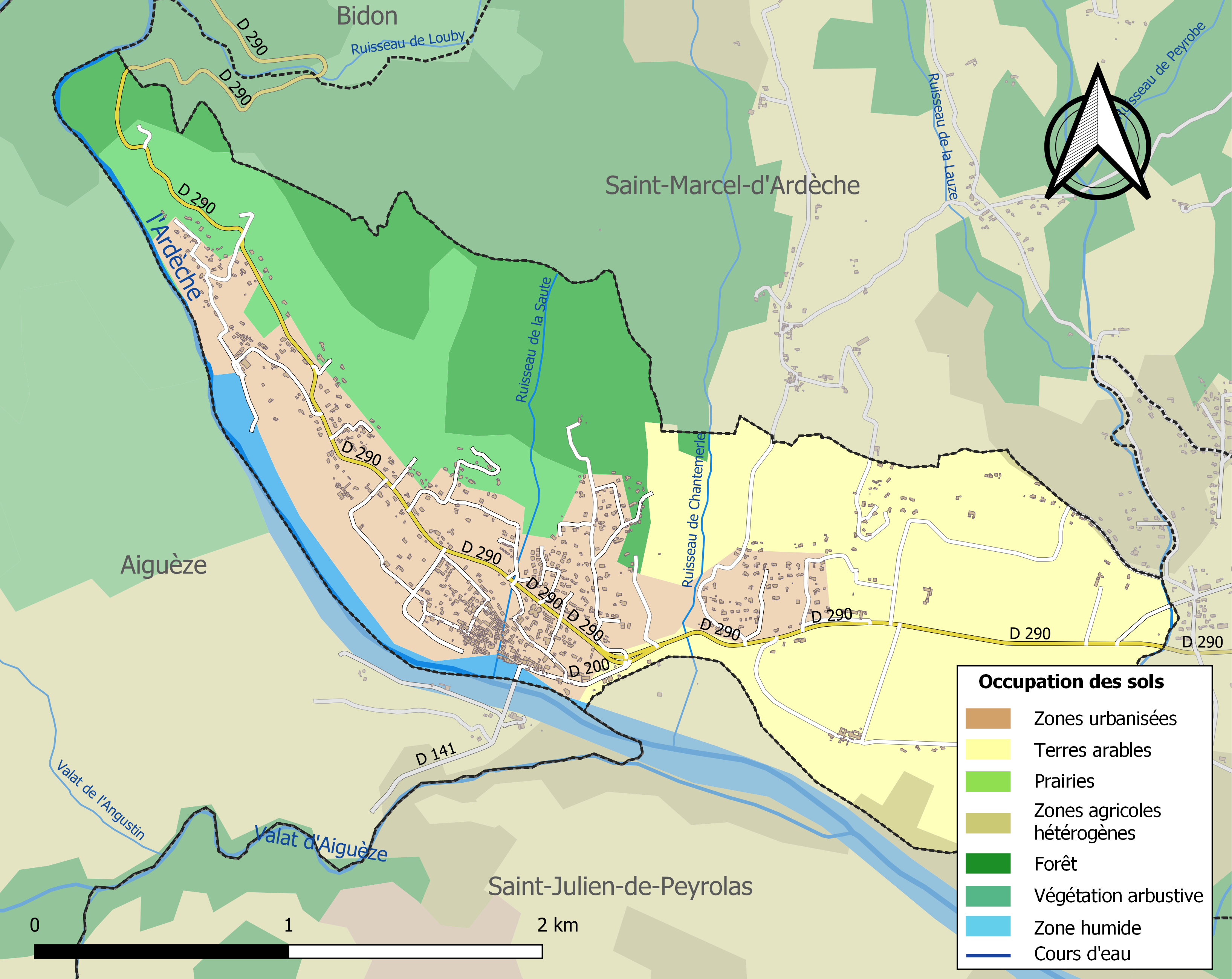
Kaart van de gemeente met belangrijkste infrastructuur, bodemgebruik en omliggende gemeenten

## Demografie
Onderstaande figuur toont het verloop van het inwonertal (bron: INSEE-tellingen).
Vanwege een beveiligingsprobleem met de MediaWiki Graph-software is het momenteel niet mogelijk deze grafiek weer te geven. Zodra de software is bijgewerkt zal de grafiek vanzelf weer zichtbaar worden.

## Galerij

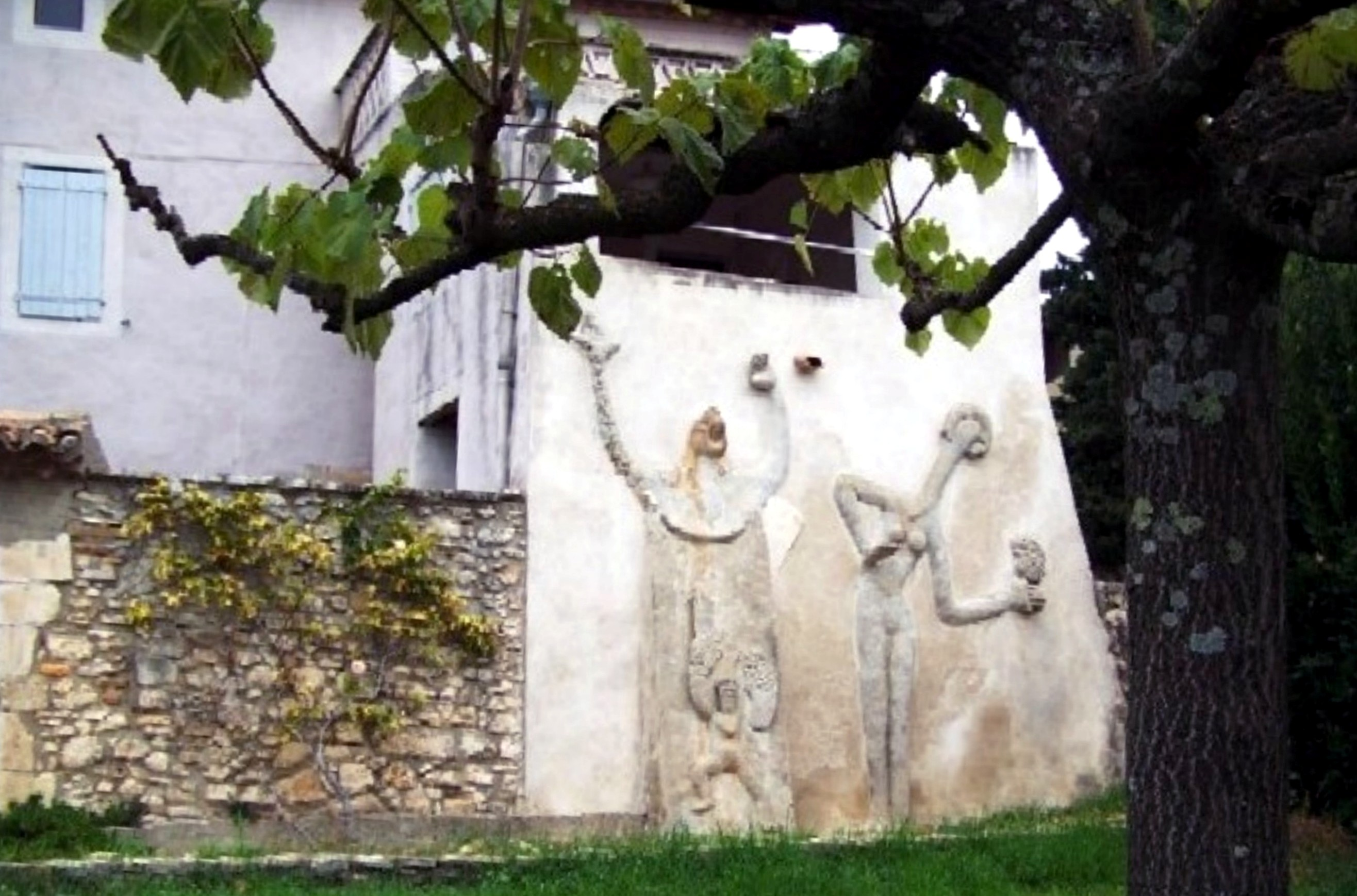
Het huis van Max Ernst
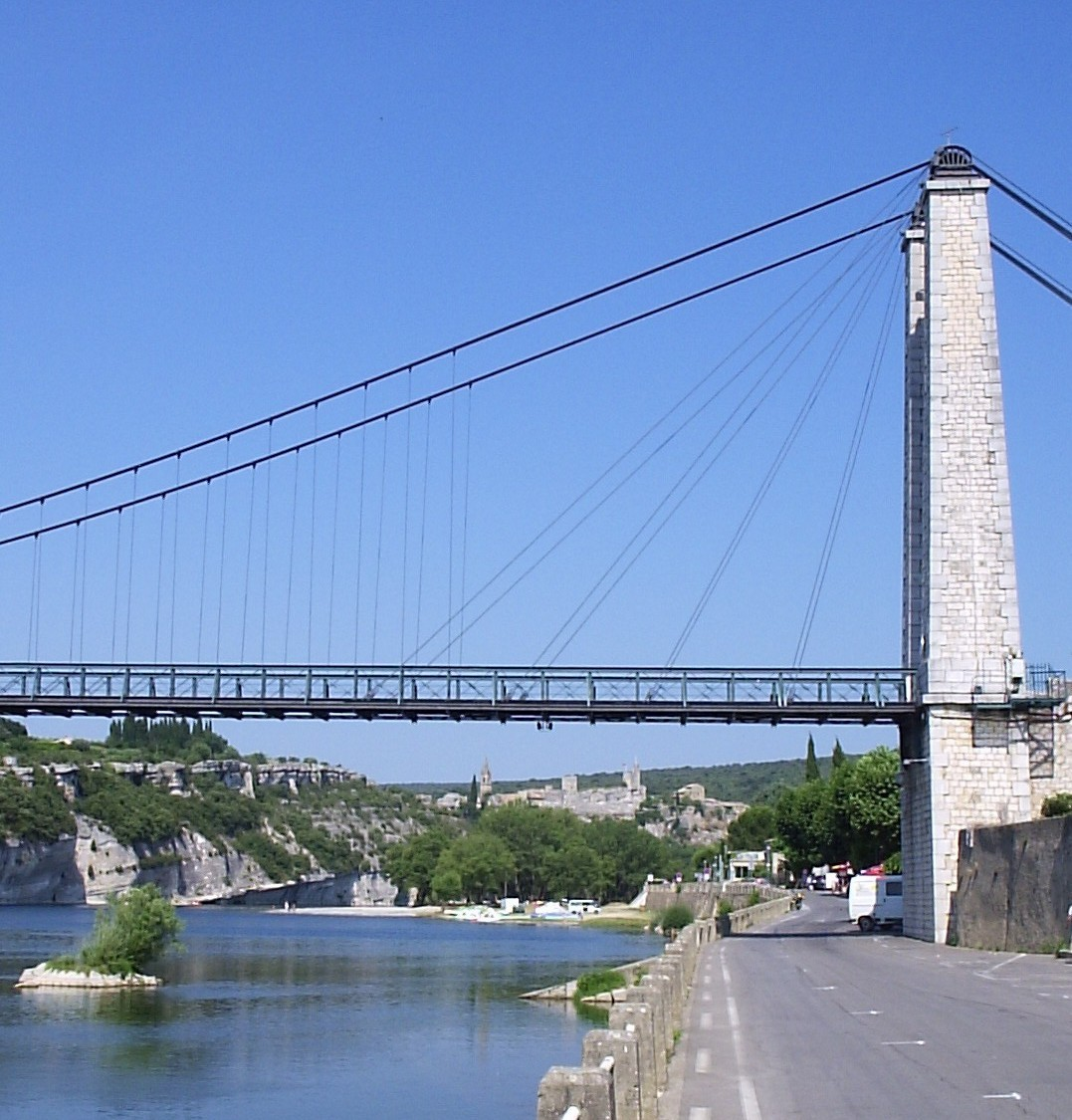
De brug over de Ardèche